# Ótimo climático do Eoceno Médio
O Ótimo Climático do Eoceno Médio (MECO, Middle Eocene Climatic Optimum em inglês), também chamado de Máximo Térmico do Eoceno Médio (METM, Middle Eocene Thermal Maximum em inglês), foi um período de clima muito quente que ocorreu durante o Bartoniano, por volta de 40,5 a 40,0 Ma. Ele marcou uma notável reversão da tendência geral de resfriamento global que caracterizou o Eoceno Médio e Tardio.

## Duração
O período de tempo que a MECO abrangeu é controverso, embora se saiba que durou de cerca de 40,5 a 40,0 Ma. Dependendo do local e da metodologia, a duração do evento foi estimada em 300, 500, 600, e 750 mil anos.

## Clima
A MECO foi sincronizada globalmente e observada em sequências marinhas e terrestres. A temperatura média global da superfície durante a MECO foi de cerca de 23,1 °C. No Mar de Tétis, as temperaturas da superfície do mar (SSTs) foram estimadas em 32-36 °C. As temperaturas da água no que hoje é a Ligúria subiram cerca de 4-6 °C, enquanto os mares no sudoeste da Balkanatolia aqueceram de 2-5 °C. O noroeste do Atlântico experimentou um aumento de 3 °C nas temperaturas do oceano superior. No sudoeste do Pacífico, as SSTs subiram de uma média de cerca de 22 °C para 28 °C. As temperaturas do oceano profundo eram de cerca de 9 °C no pico da MECO. Na plataforma rasa ao redor da Ilha Seymour, as temperaturas aqueceram cerca de 5 °C. O interior continental da América do Norte aqueceu de forma mais pronunciada, em 9 °C, de 23 °C ± 3 °C para 32 °C ± 3 °C no pico da MECO, seguido por um declínio de 11 °C após a MECO.
No oeste da América do Norte [en], os lagos se tornaram nitidamente menos salinos. Os Pirenéus se tornaram mais quentes e secos. O centro norte da Turquia, então parte da Balkanatolia, era úmido e quente. Acreditava-se que a Ásia continental havia sofrido intensa  aridificação durante a MECO, embora pesquisas mais recentes tenham mostrado que isso ocorreu após a MECO, quando as temperaturas médias globais voltaram a cair.
O intemperismo continental aumentou com o aumento das temperaturas. A produtividade biológica marinha aumentou à medida que o ciclo hidrológico aprimorado forneceu mais nutrientes aos oceanos. A eutrofização extensiva foi registrada nos oceanos Tétis, Atlântico Norte, Atlântico Sul, e Sul.
Ocorreu um declínio no conteúdo de oxigênio da água do mar durante a MECO no Oceano Tétis. As condições de desoxigenação no Tétis duraram cerca de 400-500 anos, de acordo com o estudo geoquímico do local de Alano, no nordeste da Itália. As evidências do Oceano Antártico indicam que a desoxigenação das águas profundas também se desenvolveu nessa região marinha. As taxas de enterramento de carbono orgânico dispararam nessas águas pobres em oxigênio, o que pode ter atuado como um feedback negativo que ajudou a restaurar as temperaturas globais ao seu estado pré-MECO após o fim do aquecimento. No entanto, a desoxigenação não foi onipresente em todo o mundo; locais do Atlântico Sul, como o South Atlantic Ocean Drilling Program Site 702, não mostram evidências de qualquer mudança para condições dióxicas. Acredita-se que a maior formação de glauconita em algumas seções estudadas na MECO reflita, em parte, a diminuição do conteúdo de oxigênio marinho, pois isso desinibiu a mobilidade do ferro e sua capacidade de ser incorporado para produzir glauconita.
Há evidências de que a acidificação dos oceanos ocorreu durante a MECO na forma de grandes declínios no acúmulo de carbonato em todo o oceano em profundidades superiores a três quilômetros. A acidificação afetou toda a coluna de água, estendendo-se até a zona abissal.

## Causas
A MECO foi marcada por um aumento notável nas concentrações atmosféricas de dióxido de carbono. Em seu pico, os valores de pCO2 podem ter chegado a 4.000 ppm. Uma possível causa desse aumento de pCO2 foi a colisão da Índia com a Eurásia e a formação do Himalaia que estava ocorrendo nessa época, o que teria liberado metamorficamente grandes quantidades do gás de efeito estufa, embora o momento da liberação do carbono metamórfico esteja mal resolvido. O aumento das taxas de propagação do fundo do mar e as reações de descarbonatação metamórfica na região entre a Austrália e a Antártica, combinados com o aumento da atividade vulcânica nessa região, também podem ter sido uma fonte de injeção de carbono na atmosfera. Outra hipótese implica o aumento do vulcanismo do arco continental no que hoje são o Azerbaijão e o Irã para esse aumento nos níveis de gases de efeito estufa na atmosfera. Enriquecimentos episódicos de mercúrio e excursões de Δ199Hg que indicam aumento da atividade vulcânica foram interpretados como evidência da hipótese vulcânica. Algumas análises também concluíram que o aumento do pCO2 atmosférico foi mais limitado do que os estudos anteriores sugeriram, propondo, em vez disso, que o aquecimento observado foi causado por uma sensibilidade muito maior do clima da Terra a mudanças no pCO2 em relação ao que ocorre hoje.
A diminuição do feedback negativo do intemperismo do silicato [en] pode ter ocorrido na época do início da MECO e permitiu que o dióxido de carbono liberado por vulcões persistisse na atmosfera por mais tempo. Isso pode ter ocorrido como resultado de as rochas continentais terem se tornado menos resistentes ao intemperismo durante o Eoceno Inicial e o Eoceno Médio muito quentes; na época da MECO, poucas áreas de rocha de silicato potentes o suficiente para absorver quantidades significativas de dióxido de carbono teriam permanecido. O calor da MECO pode ter sido mantido por meio de uma inibição adicional do intemperismo de silicato após o início do aquecimento por meio do aumento da formação de argila.
Foi sugerido que os ciclos de Milankovitch desempenharam um papel no desencadeamento do aquecimento da MECO. A MECO coincidiu com um mínimo no ciclo de excentricidade de 2,4 Myr que ocorreu por volta de 40,2 Ma. Esse mínimo de excentricidade de 2,4 Myr coincidiu com um mínimo no ciclo de excentricidade de 400 mil de anos; a ocorrência simultânea desses mínimos de excentricidade provavelmente fomentou as condições que permitiram o calor global persistente da MECO.

## Efeitos bióticos
Os foraminíferos planctônicos [en] sofreram uma grande mudança biótica; a diversidade dos acarinídeos foi bastante reduzida e os morozovellídeos foram extintos. A variedade do foraminífero planctônico Orbulinoides beckmanni, uma espécie bem adaptada a águas quentes, expandiu-se para latitudes mais altas durante a MECO. Os foraminíferos bentônicos apresentaram um declínio devido ao aumento da respiração dos heterótrofos pelágicos, limitando a quantidade de matéria orgânica que chega às profundezas do oceano. Os grandes foraminíferos bentônicos, no entanto, prosperaram, o que contribuiu para o grande aumento na deposição de carbonato de plataforma observado durante o evento de aquecimento. Os silicoflagelados, diatomáceas e radiolários floresceram à medida que o ácido silícico foi fornecido aos oceanos em maiores quantidades do que antes. O aumento no transporte de ferro para os oceanos fez com que as populações de bactérias magnetotáticas crescessem. A MECO coincidiu com a substituição de elasmobrânquios lamniformes por carcarinídeos na guilda de predadores de médio a grande porte.
Na América do Norte, a MECO marcou o ponto alto da assembleia de mamíferos do Eoceno Médio-Tardio. O calor da MECO catalisou a renovação da fauna [en] que levou à ascensão dos carnívoros do grupo da coroa à proeminência nos ecossistemas terrestres do continente.
Na Balkanatolia, as florestas de baixa altitude e as florestas tropicais quentes e úmidas das planícies eram os biomas dominantes no que hoje é a região central do Mar Negro, no norte da Anatólia.
Os roedores se espalharam pela América do Sul durante a MECO. A diversidade de plantas da Patagônia aumentou em 40% durante a MECO, em grande parte devido à migração para o sul de plantas neotropicais que se misturaram com a flora temperada estabelecida de Gondwanan. Linhagens neotropicais que hoje ocupam apenas os trópicos chegaram ao extremo sul da América do Sul. Alimentada por dióxido de carbono abundante e uma temperatura favorável, essa flora altamente diversificada voltou aos níveis de biodiversidade pré-MECO após o término da estufa.
O litoral do sudeste da Austrália era dominado por florestas tropicais mesotérmicas, embora ainda se discuta se essa flora já estava presente antes da MECO.